# Nautanen
Nautanen is een plaatsaanduiding binnen de Zweedse gemeente Gällivare. Het is bekend geworden vanwege de winning van ijzer en koper, dat in dagbouw gewonnen kon worden. Het vinden van die metalen is niet zo vreemd zo dicht bij de veel grotere mijnen van Malmberget en Koskullskulle